# Xã Joshua, Quận Fulton, Illinois
Xã Joshua (tiếng Anh: Joshua Township) là một xã thuộc quận Fulton, tiểu bang Illinois, Hoa Kỳ. Năm 2010, dân số của xã này là 510 người.